# ميرينا
ميرينا: (باليونانية: Μύρινα)، (بالإنجليزية:Myrina)، بلدة يونانية ومركز لبلدية تقع في شمال شرق البلاد ضمن مقاطعة ليسبوس التي تتبع إدارياً لإقليم شمال إيجة الإداري.

## الموقع والسكان
تقع ميرينا على الساحل الغربي لجزيرة ليمنوس ضمن خليج صغير يخترقه نتوء صخري، وتعتبر قاعدةً لهذه الجزيرة التي تقع في الجزء الشمالي لـبحر إيجة، تتبع هذه الجزيرة إدارياً مقاطعة وجزيرة ليسبوس.
يبلغ عدد سكان البلدة (5,300) نسمة، بينما يبلغ عدد سكان بلدية ميرينا كاملةً (7,600) نسمة. (تعداد السكان لعام 2001)، وبالتالي تكون أكبر بلدة في جزيرة ليمنوس وثاني أكبر بلدة في مقاطعة ليسبوس بعد ميتيليني.

## التسمية والتاريخ
يعود اسم البلدة ميرينا (Myrina) إلى الفترة الكلاسيكية فبحسب الأسطورة فإنه كان اسم زوجة ثوناتا (Thonata) أول ملك لجزيرة ليمنوس والذي هو بدوره ابن الإله ديونيسوس وقد ذكرها المؤرخ الإغريقي هيرودوتوس في كتاباته عندما أشار إلى أن البلدة كانت تخص البيلاسغيين، وهو شعب غير-هيليني، ثم أصبحت تحت سيطرة الأثينيون حوالي عام (520) ق.م. والذين قدموا إليها من مستوطنة خرسونيسوس (Chersonese) الواقعة ضمن منطقة الهيليسبونت الحالية (ضمن تركيا) تحت قيادة زعيمهم ميليتيادس (Militiades).
لم تكن ميرينا عاصمة الجزيرة في ذلك الوقت، بل كانت هيفستيا هي العاصمة، ولكن ميرينا كانت من أهم المدن في ليمنوس.
لم يعرف الكثير عن تاريخ البلدة في القرون اللاحقة، ففي الفترة الـبيزنطية تعرضت كثيراً لغزوات القراصنة العرب والذين استفادوا من موقع الجزيرة ككل في تجارة العبيد، في أواخر الفترة البيزنطية أصبحت ليمنوس ملكاً لعائلة نافيغايوتزي (Navigaiozzi) الـفينيسية والذين قاموا بجعل ميرنا قاعدة لهم بعد ترميم قلعتها البيزنطية، وأصبحت البلدة تعرف باسم كاسترو (Kastro) نسبةً لقلعتها الحصينة.
سقطت البلدة بيد الـعثمانيين عام (1497) بعد تخلي الـفينيسيون عنها، الذين أبقوها قاعدة لكل الجزيرة، وسكنت فيها منذ ذلك الوقت جالية تركية كبيرة.
هاجر الكثير من يونانيو البلدة إلى الإسكندرية في مصر خوفاً من بطش الأتراك العثمانيون بعد فشل ثورتهم عام (1854) م لتحقيق الاستقلال، وقد حقق هؤلاء الكثير من النجاح والثروة في في المدينة الساحلية المصرية، وبدأ بعضهم بالعودة إلى بلدتهم الأم بعد أن تحررت الجزيرة من الأتراك عام (1912).

## متفرقات
- تعتبر القلعة الفينيسية المبنية على قمة نتوء صخري يدخل ضمن البحر من أهم معالم البلدة.
- من المعالم المهمة الأخرى في البلدة متحف ليسبوس الأركيولوجي، وكاتدرائية أغيا ترياذا (Aghia Triada) والتي تمتلك برجي أجراس أنيقي الشكل.
- أهم نادي كرة قدم في البلدة هو أف سي ميرينا.